# Stellifer venezuelae
Stellifer venezuelae es una especie de pez de la familia Sciaenidae en el orden de los Perciformes.

## Morfología
• Los machos pueden llegar alcanzar los 20 cm de longitud total.

## Hábitat
Es un pez de clima tropical y demersal.

## Distribución geográfica
Se encuentra en el  Atlántico occidental: la costa septentrional de Colombia y el oeste de Venezuela.

## Observaciones
Es inofensivo para los humanos.